# Chiesa di San Martino Vescovo (Bergeggi)
La chiesa di San Martino Vescovo è la parrocchiale di Bergeggi, in provincia di Savona e diocesi di Savona-Noli; fa parte della vicaria di Vado Ligure.

## Storia
La prima citazione di una chiesa a Bergeggi risale al 1585 ed è contenuta nella relazione della visita di monsignor Nicolò Mascardi, inviato da papa Sisto V a rilevare le condizioni delle parrocchie diocesane dopo il concilio di Trento; in quell'occasione essa disponeva di sette altari e di due acquasantiere.
All'inizio del XVIII secolo però questo edificio si rivelò insufficiente a soddisfare le esigenze dei fedeli; così, nel 1706 iniziarono su impulso del canonico reggente Giuseppe Gorgoglione i lavori di costruzione della nuova parrocchiale, la quale venne inaugurata il 29 ottobre 1709.
Nel 1921 la struttura subì diversi danni in seguito all'esplosione del deposito di munizioni del Forte Sant'Elena; successivamente a questo fatto si procedette al ripristino della chiesa.

## Descrizione

### Esterno
La semplice facciata della chiesa, rivolta a sudovest, presenta al centro il portale d'ingresso e sopra si apre una serliana; ai lati ci sono due paraste concluse da volute.
Annesso alla parrocchiale è il campanile a base quadrata, abbellita da lesene angolari; la cella presenta su ogni lato una monofora ed è coronata dalla cupoletta poggiante sul tamburo.

### Interno
L'interno dell'edificio si compone di un'unica navata, sulla quale si affacciano le cappelle laterali e le cui pareti sono scandite da lesene; al termine dell'aula si sviluppa il presbiterio, rialzato di alcuni gradini, delimitato da balaustre e chiuso dall'abside semicircolare.
Qui sono conservate diverse opere di pregio, tra le quali la pala ritraente la Madonna in trono tra i Santi Ambrogio e Martino, dipinta da Bernardino Luini o dalla sua scuola, la settecentesca tela raffigurante la Sacra Famiglia con i Santi Stefano e Martino, attribuita a Carlo Giuseppe Ratti, il quadro con soggetto lo Sposalizio mistico di Santa Caterina d'Alessandria inginocchiata davanti alla Vergine col Bambino, la statua di San Martino e il povero, risalente al XIX secolo, il Crocifisso realizzato da Anton Maria Maragliano nel 1738, la pala che rappresenta la Sacra Famiglia con San Giovannino tra i Santi Caterina, Zaccaria, Elisabetta e Stefano e la tavola raffigurante la Madonna in trono con Bambino e Santi, eseguita probabilmente da Bernardo Zenale.